# Razová
Razová (en allemand : Raase ; en polonais : Razowa) est une commune du district de Bruntál, dans la région de Moravie-Silésie, en République tchèque. Sa population s'élevait à 513 habitants en 2021.

## Géographie
Razová se trouve à 9 km au sud-est de Bruntál, à 54 km à l'ouest-nord-ouest d'Ostrava et à 222 km à l’est de Prague.
La commune est limitée par Milotice nad Opavou à l'ouest et au nord-ouest, par Lichnov au nord-est, par Horní Benešov et Leskovec nad Moravicí à l'est, par Roudno au sud, et par Karlovec, un quartier de Bruntál, Mezina et Dlouhá Stráň à l'ouest.

## Histoire
La première mention écrite de la localité date de 1288.

## Galerie

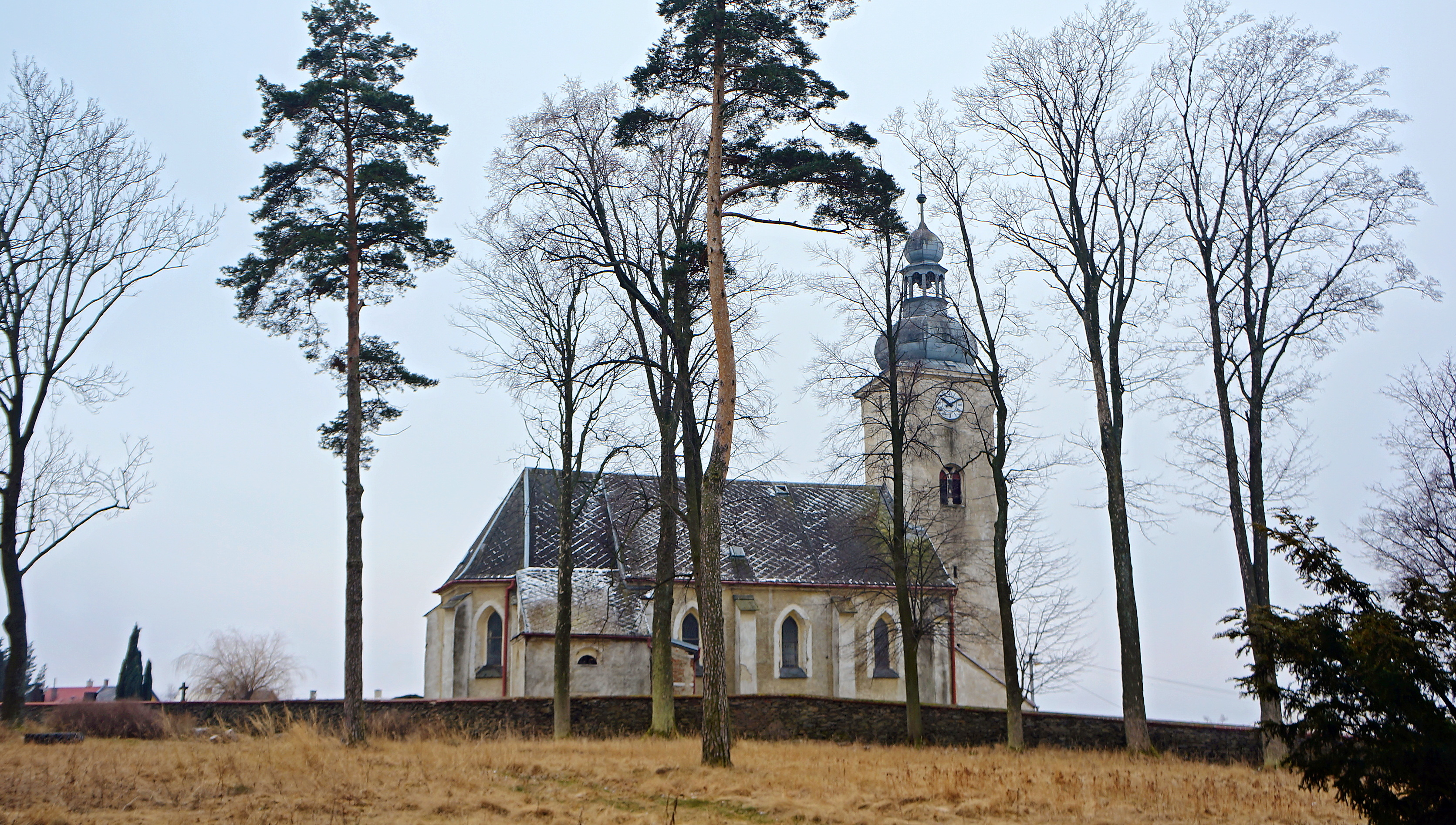
Église Saint-Michel.
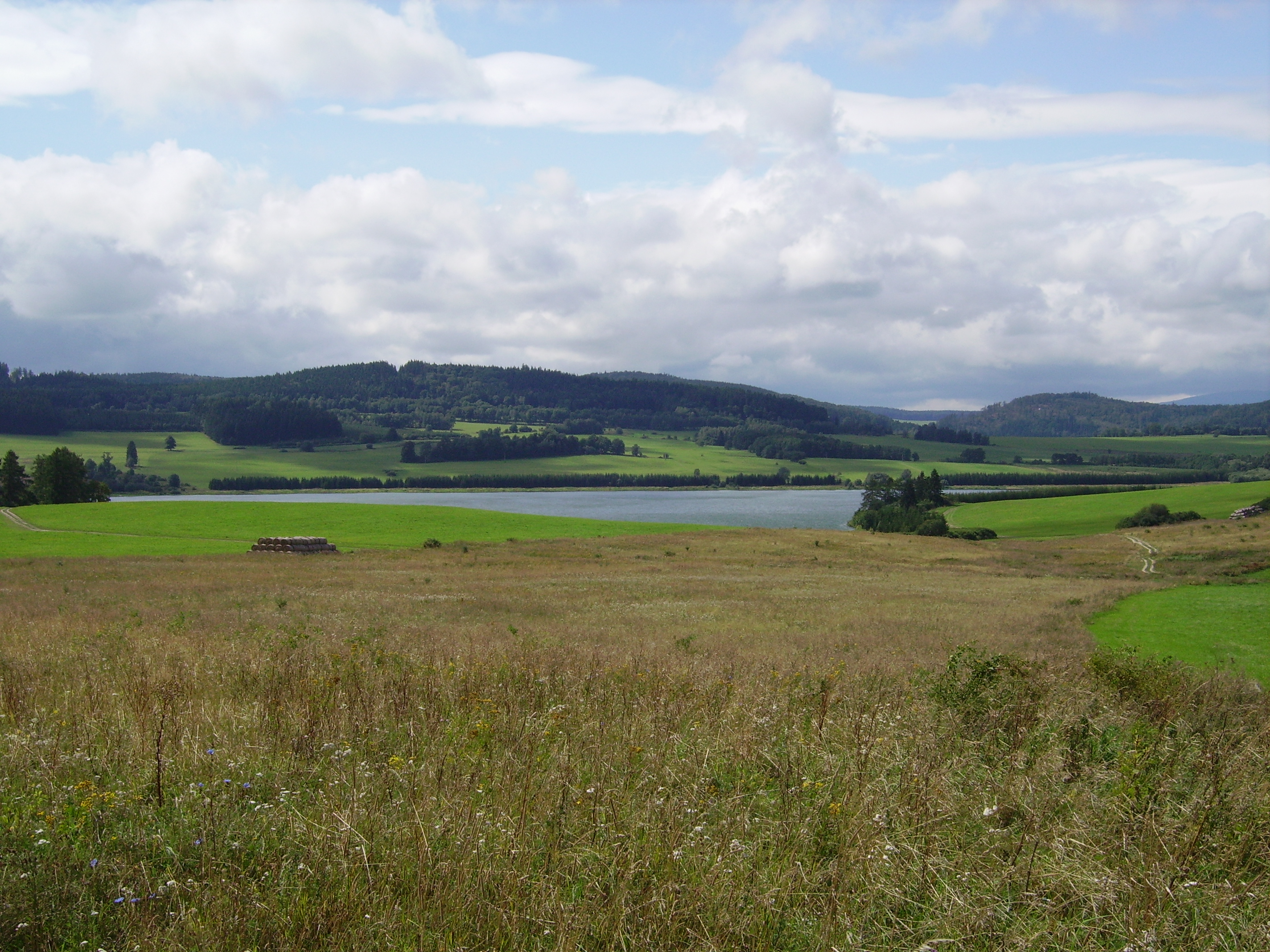
Lac de barrage de Slezská Harta.

## Transports
Par la route, Razová se trouve à 9 km de Bruntál, à 66 km d'Ostrava et à 295 km de Prague.